# Komunistyczna Partia Finlandii (1994)
Komunistyczna Partia Finlandii (fiń. Suomen Kommunistinen Puolue, SKP) – fińska partia polityczna o charakterze komunistycznym. Została założona w 1985 jako Komunistyczna Partia Finlandii (Jedność) (fiń. Suomen Kommunistinen Puolue (yhtenäisyys), SKP) po rozłamie, do którego doszło w Komunistycznej Partii Finlandii (1918–1992). Od 1994 funkcjonuje pod obecną nazwą, a zarejestrowana została ponownie jako SKP w 1997.

## Działalność
SKP nigdy nie miała reprezentacji w fińskim parlamencie, ale miała lokalnych radnych w niektórych gminach, w tym w radach miejskich dużych miast, takich jak Helsinki i Tampere.
Partyjne koła SKP funkcjonują we wszystkich okręgach wyborczych w kontynentalnej Finlandii, natomiast oparcie partii było najsilniejsze w Pirkanmaa, środkowej Finlandii i Helsinkach. Niektóre z kół to stowarzyszenia wyodrębnione z dawnej SKP w latach 80. XX w.
SKP sprzeciwia się członkostwu Finlandii w NATO i popiera wyjście z Unii Europejskiej.
Organem prasowym SKP jest miesięcznik „Tiedonantaja”.